# Vak
För vak i is, se isvak.
Vak (sanskrit, "språk") var hos fornindierna namngivningens och språkets gudinna. Hon var gift med Prajapati, "alltings herre", "världsskaparen", vilket på fornindiernas poetiska språk antydde, att skaparkraften av språket som material frambringar benämningar och ord.